# 若昂尼納圖書館

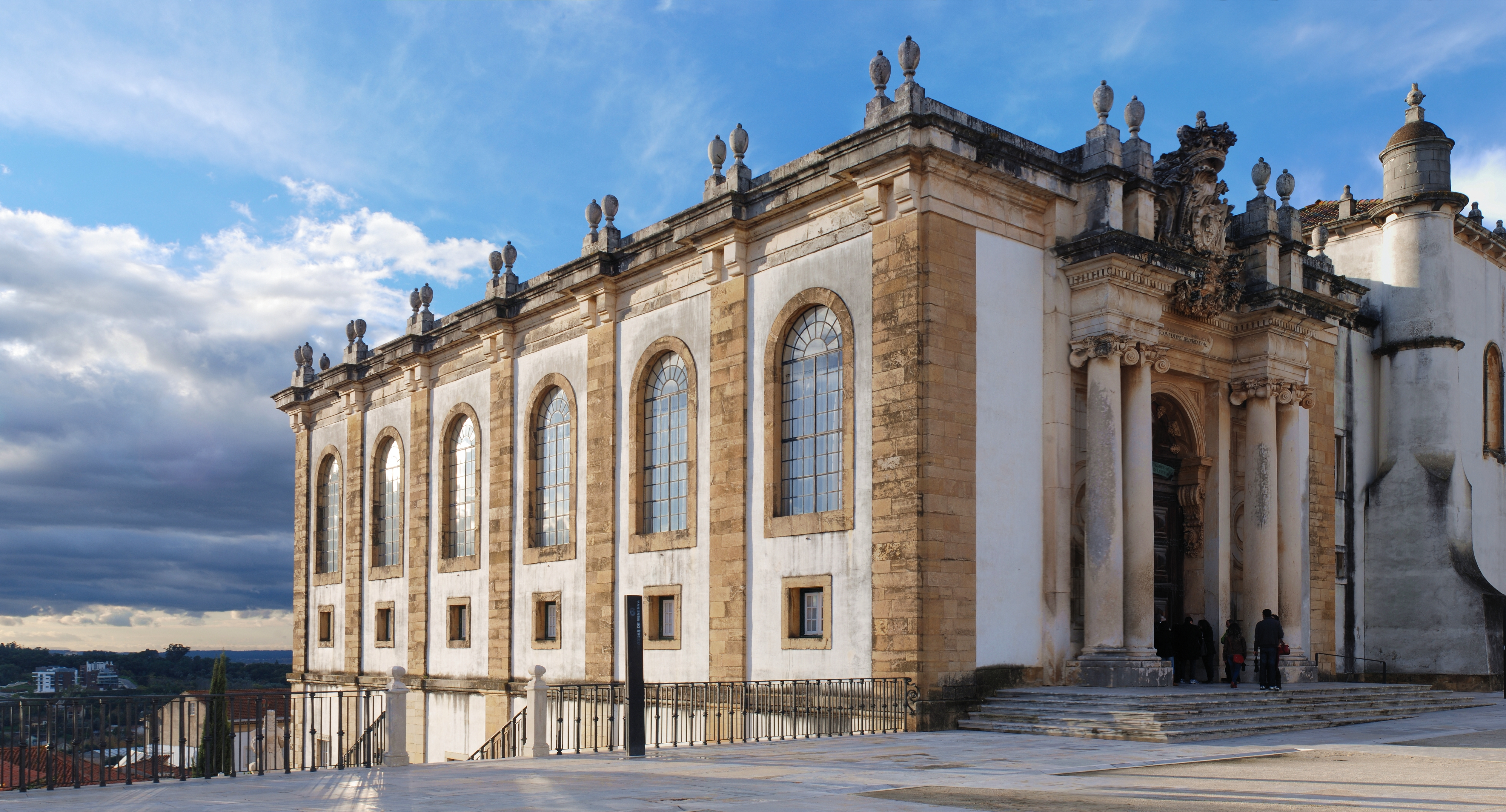

若昂尼納圖書館（葡萄牙語：Biblioteca Joanina）是葡萄牙科英布拉的一座圖書館，外觀為巴洛克式建築。若昂尼納圖書館位於科英布拉大學的歷史中心，現在若昂尼納圖書館是科英布拉大學圖書館的一部分。若昂尼納圖書館修建於1717年至1728年期間。圖書館共有三層，收藏有約20萬本藏書，其中約4萬冊位於第一層。